# Žak Orlean
Žak Orlean je bio otac Jovanke Orleanke, koja se smatra heroinom Francuske u stogodišnjem ratu.